# 北京市通州区学校列表

## 中小学
以下是通州区中小学列表。
| 学校名称                             | 办学类型         | 举办者分类               | 办公电话                | 学校地址                                    |
| ------------------------------------ | ---------------- | ------------------------ | ----------------------- | ------------------------------------------- |
| 北京市通州区南关小学                 | 小学             | 教育部门                 | +86 (0)10 69544219      | 北京市通州区东营后街9号                     |
| 北京市通州区中山街小学               | 小学             | 教育部门                 | +86 (0)10 69544116      | 北京市通州区新华西街16号                    |
| 北京市通州区后南仓小学               | 小学             | 教育部门                 | +86 (0)10 69539230      | 北京市通州区新仓路53号                      |
| 北京市通州区东方小学                 | 小学             | 教育部门                 | +86 (0)10 69542593      | 北京市通州区西顺城街甲32号                  |
| 北京市通州区运河小学                 | 小学             | 教育部门                 | +86 (0)10 81513227-8033 | 北京市通州区运河西大街246号                 |
| 北京市通州区官园小学                 | 小学             | 教育部门                 | +86 (0)10 69544034      | 北京市通州区新仓路29号                      |
| 北京市通州区贡院小学                 | 小学             | 教育部门                 | +86 (0)10 69544015      | 北京市通州区西海子西路1号                   |
| 北京市通州区玉桥小学                 | 小学             | 教育部门                 | +86 (0)10 81587322      | 北京市通州区玉桥东路1号                     |
| 北京市通州区民族小学                 | 小学             | 教育部门                 | +86 (0)10 69553754      | 北京市通州区回民胡同47号                    |
| 北京市通州区永顺小学                 | 小学             | 教育部门                 | +86 (0)10 69544474      | 北京市通州区永顺南街75号                    |
| 北京教育科学研究院通州区第一实验小学 | 小学             | 教育部门                 | +86 (0)10 81526570      | 北京市通州区怡乐中街41号                    |
| 北京市史家小学通州分校               | 小学             | 教育部门                 | +86 (0)10 81590956      | 北京市通州区玉桥东小区A1区                  |
| 北京小学通州分校                     | 小学             | 教育部门                 | +86 (0)10 80853103      | 北京市通州区芙蓉园313号                     |
| 北京市通州区临河里小学               | 小学             | 教育部门                 | +86 (0)10 81594962-841  | 北京市通州区梨园镇东方玫瑰家园B8号楼        |
| 北京市通州区北苑小学                 | 小学             | 教育部门                 | +86 (0)10 69542948      | 北京市通州区北苑南路22号                    |
| 北京市通州区芙蓉小学                 | 小学             | 教育部门                 | +86 (0)10 89535016      | 北京市通州区通胡大街70号                    |
| 北京第二实验小学通州分校             | 小学             | 教育部门                 | +86 (0)10 56542291      | 北京市通州区土桥中街砖厂北里39号楼          |
| 北京市通州区教师研修中心实验学校     | 小学             | 教育部门                 | +86 (0)10 60562767      | 北京市通州区故城东路顾家坡一号              |
| 北京市通州区潞河中学附属学校         | 小学             | 教育部门                 | +86 (0)10 81511961      | 北京市通州区梨园地区办事处半壁店村          |
| 北京市通州区宋庄镇中心小学           | 小学             | 教育部门                 | +86 (0)10 69594882      | 北京市通州区宋庄镇宋庄村                    |
| 通州区北寺庄小学                     | 小学             | 教育部门                 | +86 (0)10 89571779      | 北京市通州区宋庄镇北寺庄村                  |
| 通州区师姑庄小学                     | 小学             | 教育部门                 | +86 (0)10 89513799      | 北京市通州区宋庄镇师姑庄村                  |
| 通州区翟里小学                       | 小学             | 教育部门                 | +86 (0)10 89573246      | 北京市通州区宋庄镇翟里村                    |
| 北京市通州区徐辛庄小学               | 小学             | 教育部门                 | +86 (0)10 89563232      | 北京市通州区宋庄镇                          |
| 北京市通州区葛渠小学                 | 小学             | 教育部门                 | +86 (0)10 89559876      | 北京市通州区宋庄镇葛渠村                    |
| 北京市通州区富豪小学                 | 小学             | 教育部门                 | +86 (0)10 89551130      | 北京市通州区宋庄镇富豪村                    |
| 北京市通州区潞城镇中心小学           | 小学             | 教育部门                 | +86 (0)10 89580540      | 北京市通州区潞城镇七级村                    |
| 北京黄城根小学通州校区               | 小学             | 教育部门                 |                         |                                             |
| 通州区后屯小学                       | 小学             | 教育部门                 | +86 (0)10 80854802      | 北京市通州区潞城镇后屯村                    |
| 北京市通州区大东各庄小学             | 小学             | 教育部门                 | +86 (0)10 61521136      | 北京市通州区潞城镇大东各庄村                |
| 北京市通州区大豆各庄小学             | 小学             | 教育部门                 | +86 (0)10 61521334      | 北京市通州区潞城镇大豆各庄村                |
| 通州区卜落垡小学                     | 小学             | 教育部门                 | +86 (0)10 61521714      | 北京市通州区潞城镇卜落垡村                  |
| 北京市通州区西集镇中心小学           | 小学             | 教育部门                 | +86 (0)10 61576249      | 北京市通州区西集镇政府街25号                |
| 通州区肖林小学                       | 小学             | 教育部门                 | +86 (0)10 61576249      | 北京市通州区西集镇中心小学                  |
| 通州区大灰店小学                     | 小学             | 教育部门                 | +86 (0)10 61576249      | 北京市通州区西集镇大灰店村                  |
| 通州区新东仪小学                     | 小学             | 教育部门                 | +86 (0)10 61576249      | 北京市通州区西集镇政府街25号                |
| 通州区郎府小学                       | 小学             | 教育部门                 | +86 (0)10 61576249      | 北京市通州区西集镇政府街25号                |
| 北京市通州区杜柳棵小学               | 小学             | 教育部门                 | +86 (0)10 61576249      | 北京市通州区西集镇杜柳棵村                  |
| 通州区沙古堆小学                     | 小学             | 教育部门                 | +86 (0)10 61576249      | 北京市通州区西集镇沙古堆村                  |
| 北京市通州区漷县镇中心小学           | 小学             | 教育部门                 | +86 (0)10 80586050      | 北京市通州区漷县镇漷兴一街临15号            |
| 通州区靛庄小学                       | 小学             | 教育部门                 | +86 (0)10 80586567      | 北京市通州区漷县镇靛庄村                    |
| 通州区草厂小学                       | 小学             | 教育部门                 | +86 (0)10 69569035      | 北京市通州区漷县镇草厂村                    |
| 通州区马头小学                       | 小学             | 教育部门                 | +86 (0)10 80599336      | 北京市通州区漷县镇马堤村                    |
| 通州区觅子店小学                     | 小学             | 教育部门                 | +86 (0)10 80566040      | 北京市通州区漷县镇觅子店村                  |
| 北京市通州区东定安小学               | 小学             | 教育部门                 | +86 (0)10 80566385      | 北京市通州区漷县镇东定安村西                |
| 北京市通州区侯黄庄小学               | 小学             | 教育部门                 | +86 (0)10 80563268      | 北京市通州区漷县镇侯黄庄村                  |
| 北京市通州区永乐店镇中心小学         | 小学             | 教育部门                 | +86 (0)10 80572541-8003 | 北京市通州区永乐店镇永乐店一村              |
| 通州区德仁务小学                     | 小学             | 教育部门                 | +86 (0)10 69569364      | 北京市通州区永乐店镇德仁务村                |
| 通州区小务小学                       | 小学             | 教育部门                 | +86 (0)10 80551547      | 北京市通州区永乐店镇小务村                  |
| 通州区柴厂屯小学                     | 小学             | 教育部门                 | +86 (0)10 80511545      | 北京市通州区永乐店镇柴厂屯村                |
| 北京市通州区于家务乡中心小学         | 小学             | 教育部门                 | +86 (0)10 80531942      | 北京市通州区于家务乡于家务村一街66号        |
| 北京市通州区于家务乡渠头小学         | 小学             | 教育部门                 | +86 (0)10 80521541      | 北京市通州区于家务乡渠头村68号              |
| 通州区西垡小学                       | 小学             | 教育部门                 | +86 (0)10 80531942      | 北京市通州区于家务乡西垡村                  |
| 北京市通州区马驹桥镇中心小学         | 小学             | 教育部门                 | +86 (0)10 80595177      | 北京市通州区马驹桥镇兴华大街9号             |
| 通州区小张湾小学                     | 小学             | 教育部门                 | +86 (0)10 60500604      | 北京市通州区马驹桥镇小张湾村                |
| 通州区大杜社小学                     | 小学             | 教育部门                 | +86 (0)10 61586608      | 北京市通州区马驹桥镇小杜社村西              |
| 北京市通州区马驹桥实验小学           | 小学             | 教育部门                 | +86 (0)10 80829550      | 北京市通州区马驹桥镇二街村15号              |
| 北京市通州区马驹桥镇金桥小学         | 小学             | 教育部门                 | +86 (0)10 61530882      | 北京市通州区马驹桥镇小白村                  |
| 北京市通州区马驹桥镇西马各庄小学     | 小学             | 教育部门                 | +86 (0)10 80849276      | 北京市通州区马驹桥镇西马各庄村西            |
| 北京市通州区台湖镇中心小学           | 小学             | 教育部门                 | +86 (0)10 69507134      | 北京市通州区台湖镇次渠大街                  |
| 北京市通州区次渠家园小学             | 小学             | 教育部门                 | +86 (0)10 81507073      | 北京市通州区台湖镇次二村                    |
| 北京市通州区台湖镇银河湾小学         | 小学             | 教育部门                 | +86 (0)10 81505841      | 北京市通州区台湖镇海盛四街12号院            |
| 北京市通州区张家湾镇中心小学         | 小学             | 教育部门                 | +86 (0)10 69572781      | 北京市通州区张家湾镇新镇                    |
| 通州区张家湾镇张湾村民族小学         | 小学             | 教育部门                 | +86 (0)10 61561781      | 北京市通州区张家湾镇张湾村                  |
| 北京市通州区张湾镇民族小学           | 小学             | 教育部门                 | +86 (0)10 69571173      | 北京市通州区张家湾镇张湾镇村                |
| 北京市通州区枣林庄民族小学           | 小学             | 教育部门                 | +86 (0)10 69573469      | 北京市通州区张家湾镇枣林庄村                |
| 北京市通州区上店小学                 | 小学             | 教育部门                 | +86 (0)10 69571442      | 北京市通州区张家湾镇上店村423               |
| 北京市通州区永顺镇中心小学           | 小学             | 教育部门                 | +86 (0)10 81564281      | 北京市通州区永顺镇杨庄村                    |
| 通州区西马庄小学                     | 小学             | 教育部门                 | +86 (0)10 60513380      | 北京市通州区西马庄村                        |
| 通州区乔庄小学                       | 小学             | 教育部门                 | +86 (0)10 81585845      | 北京市通州区永顺镇乔庄村                    |
| 通州区龙旺庄小学                     | 小学             | 教育部门                 | +86 (0)10 89519604      | 北京市通州区永顺镇小潞邑村北                |
| 通州区焦王庄小学                     | 小学             | 教育部门                 | +86 (0)10 89597737      | 北京市通州区永顺镇焦王庄村                  |
| 通州区范庄小学                       | 小学             | 教育部门                 | +86 (0)10 79553172      | 北京市通州区永顺地区办事处范庄村            |
| 北京市通州区潞苑小学                 | 小学             | 教育部门                 | +86 (0)10 89553920      | 北京市通州区永顺镇富力惠兰美居小区B区一号   |
| 北京市通州区梨园镇中心小学           | 小学             | 教育部门                 | +86 (0)10 60523455      | 北京市通州区梨园镇云景东路                  |
| 通州区大稿新村小学                   | 小学             | 教育部门                 | +86 (0)10 81566724      | 北京市通州区大稿新村                        |
| 运河中学附属小学                     | 小学             | 教育部门                 | +86 (0)10 61563183-8011 | 北京市通州区净水斜街                        |
| 北京市通州区私立博羽小学             | 小学             | 民办                     | +86 (0)10 69508984      | 北京市通州区台湖镇麦庄村                    |
| 北京市通州区艺才小学                 | 小学             | 民办                     | +86 (0)10 60500839      | 北京市通州区马驹桥镇大葛庄村124号           |
| 北京市通州区红星小学                 | 小学             | 民办                     | +86 (0)10 80595768      | 北京市通州区马驹桥镇北门口村225号           |
| 北京市通州区兴顺实验小学             | 小学             | 民办                     | +86 (0)10 60511476      | 北京市通州区永顺镇刘庄村陈列馆路西          |
| 北京市通州区明星小学                 | 小学             | 民办                     | +86 (0)10 89576788      | 北京市通州区宋庄镇尹各庄村                  |
| 北京市通州区嘉英小学                 | 小学             | 民办                     | +86 (0)10 69592892      | 北京市通州区宋庄镇辛店村临361号             |
| 北京市通州区台湖镇培彦学校           | 小学             | 民办                     | +86 (0)10 81509183      | 北京市通州区台湖镇东石村                    |
| 北京通州华仁学校                     | 九年一贯制学校   | 民办                     | +86 (0)10 89598885      | 北京市通州区丛林庄园                        |
| 北京市通州区玉桥中学                 | 初级中学         | 教育部门                 | +86 (0)10 81588780      | 北京市通州区梨园北街23号                    |
| 北京市通州区第六中学                 | 初级中学         | 教育部门                 | +86 (0)10 69543268      | 北京市通州区西顺城街32号                    |
| 北京市通州区北关中学                 | 初级中学         | 教育部门                 | +86 (0)10 69527871      | 北京市通州区永顺南街190号                   |
| 北京市通州区梨园学校                 | 九年一贯制学校   | 教育部门                 | +86 (0)10 60523022      | 北京市通州区梨园镇云景东路399号             |
| 北京市通州区宋庄中学                 | 初级中学         | 教育部门                 | +86 (0)10 69595470      | 北京市通州区宋庄镇政府大街                  |
| 北京市通州区漷县中学                 | 初级中学         | 教育部门                 | +86 (0)10 80585485      | 北京市通州区漷县镇漷兴一街                  |
| 北京市通州区觅子店中学               | 初级中学         | 教育部门                 | +86 (0)10 80551584      | 北京市通州区漷县镇觅子店村440号             |
| 北京市通州区马驹桥学校               | 九年一贯制学校   | 教育部门                 | +86 (0)10 60504922      | 北京市通州区马驹桥镇新海西路88号            |
| 北京市通州区大杜社中学               | 初级中学         | 教育部门                 | +86 (0)10 61582377      | 北京市通州区马驹桥镇小杜社村                |
| 北京市通州区西集中学                 | 初级中学         | 教育部门                 | +86 (0)10 61576275      | 北京市通州区西集镇国防路25号                |
| 北京市通州区郎府中学                 | 初级中学         | 教育部门                 | +86 (0)10 61558070      | 北京市通州区西集镇郎东村366号               |
| 北京市通州区次渠中学                 | 初级中学         | 教育部门                 | +86 (0)10 69502312      | 北京市通州区台湖镇次一村                    |
| 北京市通州区小务中学                 | 初级中学         | 教育部门                 | +86 (0)10 80552859      | 北京市通州区永乐店镇小务村555号             |
| 北京市通州区柴厂屯中学               | 初级中学         | 教育部门                 | +86 (0)10 80511402      | 北京市通州区永乐店镇柴厂屯村                |
| 北京市通州区甘棠中学                 | 初级中学         | 教育部门                 | +86 (0)10 69529893      | 北京市通州区潞城镇武兴路临33号              |
| 北京市通州区新华学校                 | 九年一贯制学校   | 教育部门                 | +86 (0)10 80886064      | 北京市通州区新华大街77号                    |
| 北京市通州区月河学校                 | 九年一贯制学校   | 民办                     | +86 (0)10 81509419      | 北京市通州区台湖镇次渠1村                   |
| 北京市通州区新未来实验学校           | 九年一贯制学校   | 民办                     | +86 (0)10 89578346      | 北京市通州区宋庄镇宋庄村                    |
| 北京市育才学校通州分校               | 九年一贯制学校   | 教育部门                 | +86 (0)10 81576636      | 北京市通州区梨园镇群芳中二街3号             |
| 北京市通州区牛堡屯学校               | 九年一贯制学校   | 教育部门                 | +86 (0)10 69581391      | 北京市通州区张家湾镇中街村462号             |
| 北京市通州区陆辛庄学校               | 九年一贯制学校   | 教育部门                 | +86 (0)10 69581109      | 北京市通州区张家湾镇陆辛庄村573号           |
| 北京市通州区台湖学校                 | 九年一贯制学校   | 教育部门                 | +86 (0)10 61536208      | 北京市通州区台湖镇台湖村536号               |
| 北京市通州区于家务中学               | 初级中学         | 教育部门                 | +86 (0)10 80531147      | 北京市通州区于家务回族乡于家务村            |
| 北京市通州区潞河中学                 | 完全中学         | 教育部门                 | +86 (0)10 69546337      | 北京市通州区新华南路135号                   |
| 北京市通州区第二中学                 | 十二年一贯制学校 | 教育部门                 | +86 (0)10 69544963      | 北京市通州区玉带河西街28号                  |
| 人民大学附属中学通州校区             | 十二年一贯制学校 | 教育部门                 | +86 (0)10 89537370      | 北京市通州区胡各庄村南1号                   |
| 北京市通州区第四中学                 | 十二年一贯制学校 | 教育部门                 | +86 (0)10 69522231      | 北京市通州区新华西街45号                    |
| 北京市通州区运河中学                 | 完全中学         | 教育部门                 | +86 (0)10 81523528      | 北京市通州区运河西大街107号                 |
| 首都师范大学附属中学通州校区         | 完全中学         | 教育部门                 | +86 (0)10 69559659      | 北京市通州区中山大街50号                    |
| 北京理工大学附属中学通州校区         | 完全中学         | 教育部门                 | +86 (0)10 60573788      | 北京市通州区宋庄镇徐辛庄村                  |
| 北京市第二中学通州分校               | 完全中学         | 教育部门                 | +86 (0)10 89521723      | 北京市通州区潞城镇三元村东                  |
| 北京市通州区永乐店中学               | 完全中学         | 教育部门                 | +86 (0)10 69568463      | 北京市通州区永乐店镇永三村1号               |
| 北京市通州区张家湾中学               | 完全中学         | 教育部门                 | +86 (0)10 69571821      | 北京市通州区张家湾镇工业开发区广源路西街8号 |
| 北京市第五中学通州校区               | 完全中学         | 教育部门                 | +86 (0)10 89592567      | 北京市通州区永顺镇通州新城0204街区          |
| 北京学校                             | 十二年一贯制学校 | 教育部门                 | +86 (0)10 89537370      | 北京市通州区潞城镇大营村东侧                |
| 北京市私立树人·瑞贝学校              | 十二年一贯制学校 | 民办                     | +86 (0)10 80856788      | 北京市通州区宋庄小堡南区甲一号              |
| 北京潞河国际教育学园                 | 完全中学         | 民办                     | +86 (0)10 69553535      | 北京市通州区玉带河西街10号                  |
| 北京中加学校                         | 高级中学         | 具有法人资格的中外合作办 | +86 (0)10 89598885      | 北京市通州区疃里丛林庄园                    |
| 北京市通州区培智学校                 | 培智学校         | 教育部门                 | +86 (0)10 81524430      | 北京市通州区运河西大街6号                   |

1. ↑  北京市通州区教育委员会. . 北京市通州区人民政府. 2019-11-21  [2021-02-17]. （原始内容存档于2020-01-15）.
2. ↑  . 2019-09-02  [2021-02-20].